# Sceau de la Louisiane
Le sceau de la Louisiane fut adopté comme sceau officiel de l'État en 2006 et mis en circulation à partir de 2010. Ce sceau s'inspire du précédent datant de 1902. Il montre un pélican brun (l'oiseau officiel de l'État) s'occupant de ses trois enfants dans son nid. Le pélican donne de la viande à ses petits. Il représente, de façon exagérée la dévotion envers ses enfants, pratique typique du pélican en circonstances extrêmes. La devise de l'État : « Union Justice Confiance » entoure les oiseaux.

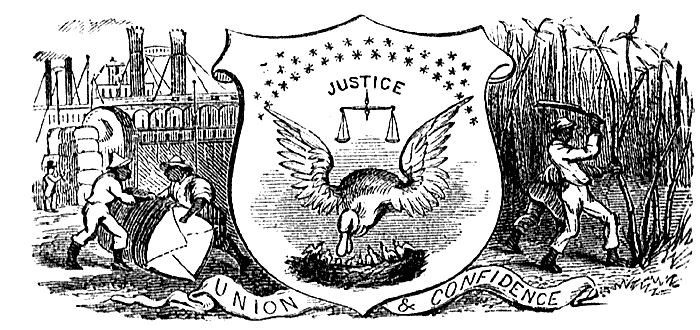
1876
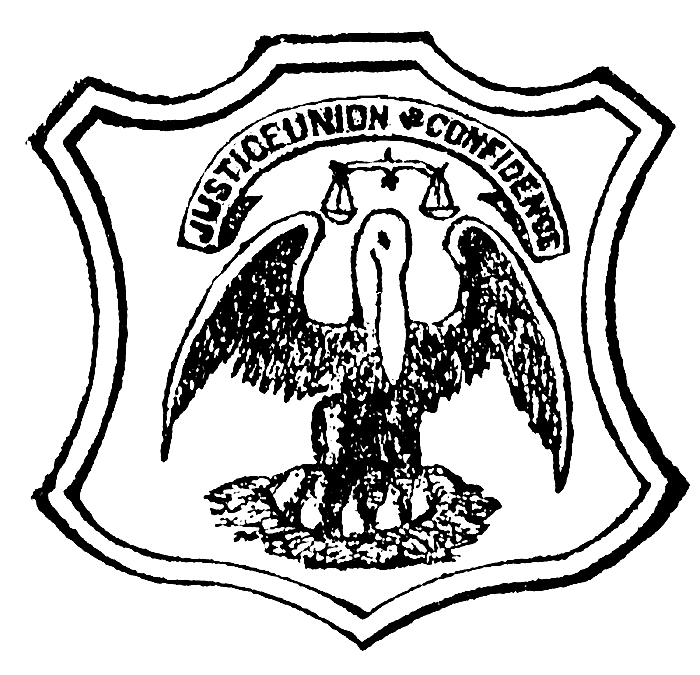
1890
1902
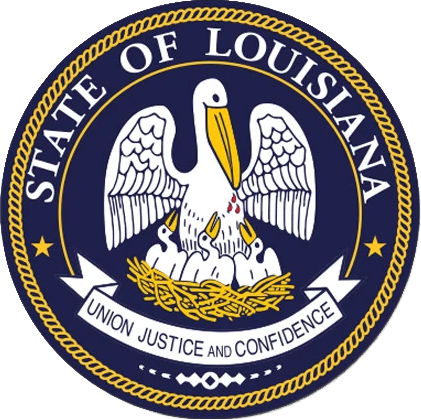
2006